# Djéhoutyemhat
Djéhoutyemhat ou Thotemhat, est un roi d’Hermopolis du VIIIe siècle AEC, sous la XXIIe dynastie.

## Attestations
Ses cartouches apparaissent gravés sur les épaules d'une statue en bloc endommagée représentant le prêtre Tjaenhesret, trouvée à Louxor en 1909 et maintenant au Musée du Caire (CG 42212), et sur une amulette en bronze en forme de naos d'Amon-Rê de provenance inconnue - peut-être de Thèbes - et maintenant au British Museum (EA11015),,,. La seule représentation connue du roi se trouve sur une palette votive de scribe qui fait partie de la collection du Centre égyptien de l'université de Swansea.

## Chronologie
Kitchen fait de Nimlot III son prédécesseur en tant que roi d'Hermopolis tandis que Payraudeau fait de lui son successeur en indiquant que Djéhoutyemhat semble avoir une certaine reconnaissance de la part des élites thébaines après la mort de Roudamon, tandis que Nimlot III est le roi en lutte à l'époque de Piânkhy, c'est-à-dire un peu plus tardivement après la mort de Roudamon. 
Kitchen fait du très peu attesté Padinemty un potentiel successeur.
Roudamon, roi thébain, étant bien attesté à Hermopolis, il semble que Djéhoutyemhat se soit déclarer roi d'Hermopolis après la mort de ce dernier.

## Biographie
Djéhoutyemhat se proclame roi, adoptant le titre royal alors qu'il n'était que gouverneur d'Hermopolis et vassal de la XXIIe dynastie. Il semble lié aux élites thébaines : en effet, Tjaenhesret, quatrième prophète d'Amon à Karnak, fait inscrire les cartouches de Djéhoutyemhat sur sa propre statue.